# Basconcillos del Tozo
Basconcillos del Tozo település Spanyolországban, Burgos tartományban. Basconcillos del Tozo Valderredible, Sargentes de la Lora, Valle de Sedano, Úrbel del Castillo, Villadiego, Humada és Valle de Valdelucio községekkel határos. Lakosainak száma 294 fő (2024).

## Népesség
A település lakosságának változását az alábbi diagram mutatja:
| Lakosok száma | 373  | 371  | 358  | 336  | 315  | 303  | 296  | 293  | 292  | 294  |
|               | 2001 | 2004 | 2006 | 2009 | 2011 | 2014 | 2016 | 2019 | 2021 | 2024 |